# Grimpoteuthis bruuni
Grimpoteuthis bruuni är en bläckfiskart som beskrevs av Voss 1982. Grimpoteuthis bruuni ingår i släktet Grimpoteuthis och familjen Opisthoteuthidae. Inga underarter finns listade i Catalogue of Life.